# Onat Kutlar
Onat Kutlar   (Alanya, 25 de gener de 1936 - Istanbul, 11 de gener de 1995) va ser un destacat escriptor i poeta turc, fundador de la Cinematek turca i cofundador del Festival Internacional de Cinema d'Istanbul.

## Biografia
Onat Kutlar va néixer a Alanya, Turquia, el 25 de gener de 1936. Era net d'Arif Pasha, un governador otomà del districte de Taif i fill d'Ali Riza Bey, jutge penal de la jove República Turca i més tard agricultor, i Meliha Hanim.
Es va criar a Gaziantep. Va estudiar dret a la Universitat d'Istanbul i filosofia a París. El seu llibre, Ishak (1959), compost per nou contes, la majoria escrits des del punt de vista d'un nen i sovint són surrealistes i místiques, va rebre el 1960 el "Premi de narrativa curta de l'Associació per a la Llengua Turca". Segons el crític literari Fethi Naci, aquests contes representen un exemple molt primerenc del gènere realisme màgic. El 1985, va ser membre del jurat del 35è Festival Internacional de Cinema de Berlín. El 1994, va ser guardonat amb Orde de les Arts i les Lletres i el 1975 Medalla Cultural de Polònia pel seu treball a la Cinemateca Turca.
Va morir l'11 de gener de 1995 a Istanbul com a conseqüència de les ferides sofertes en un atac amb bomba (reclamat per IBDA-C, que després es va revelar que va ser dut a terme pel PKK) que va tenir lloc el 30 de desembre de 1994 a The Marmara Hotel's cafeteria a la plaça Taksim, Istanbul. Va ser enterrat al Cementiri d'Aşiyan Asri. Estava casat amb Filiz Kutlar.
El Premi FIPRESCI de la Federació Internacional de la Premsa Cinematogràfica (FIPRESCI) a la Competició Nacional del Festival Internacional de Cinema d'Istanbul porta el seu nom per commemorar les seves contribucions al cinema turc.

### Poesia
- Peralı Bir Aşk Için Divan (Divan per Pera Love), 1981
- Unutulmuş Kent (Ciutat oblidada), 1986.

### Assaigs i històries curtes
- Yeter ki Kararmasin (Només que no es faci fosc), 1984
- Sinema Bir Senliktir (El cinema és una festa), 1985
- Bahar Isyancidir (La primavera és rebel), 1986
- Gundemdeki Sanatci, 1995
- Gundemdeki Konu, 1995

### Col·lecció de narracions curetss
- Ishak, 1959,

### Guions
- Yer Çekimli Aşklar (1995) (guió)
- Hakkâri'de Bir Mevsim (1983) basat en la novel·la 'O' de Ferit Edgu,
- Hazal (1979) dirigida per Ali Özgentürk
- Yusuf ile Kenan (1979) dirigida per Ömer Kavur

## Filmografia

### Productor
- Robert's Movie (1992) (productor)
- Kuyucakli Yusuf
- Menekse Koyu (1991) (productor executiu), aka Violbukten
- Turkuaz (Documental)
- Simurg (Documental)

### Actor
- Yilmaz Güney: Adana-Paris (1995)

## Premis
- Ishak (1959) = Premi de narrativa curta de l'Associació de la Llengua Turca (1960)
- 'Hakkâri'de Bir Mevsim (1983)

1. C.I.C.A.E. Premi - Menció d'Honor
2. Concurs premi FIPRESCI
3. Premi Interfilm - Otto Dibelius Concurs de Premis de Cinema
4. Ós de Plata Premi Especial del Jurat Festival de Cinema de Berlín
5. Nominat Ós d'Or de Berlín

- Hazal (1980)

1. Festival Internacional de Cinema de Sant Sebastià—Millor director novell Ali Özgentürk
2. Festival de Cinema de Prades, Primer Premi
3. Festival de Cinema de Manheim, Premi Ducat d'Or
4. Festival de Cinema de Mannheim, Premi Ecumènic del Jurat
5. Festival de cinema de Mannheim, premi del públic
6. Den Haag Film Festival, Primer Premi

- Yusuf ile Kenan (1979)

1. Festival de Cinema de Milà